# Goethe y Beethoven
Goethe et Beethoven (1930) es un ensayo novelado escrito en francés por Romain Rolland (1866-1944).
Trata acerca de los encuentros que sostuvieron el escritor Goethe y el compositor Beethoven, dos titanes del arte alemán y universal, con la figura de Bettina Brentano, amiga común de ellos e inicial mediadora de aquel encuentro.
Es un vívido y revelador estudio para conocer la personalidad de los dos genios, el maduro y conservador Goethe junto al impetuoso y algo sordo Beethoven, de mano de los testimonios de ambos (por cartas) y de otras fuentes.
- Datos: Q5882202